# Soy Tour
Le Soy Tour était la deuxième tournée de la chanteuse argentine Lali Espósito, 
qui faisait suite à son deuxième album studio, Soy (en) (2016). 
La tournée a débuté le 8 septembre 2016 au Teatro Ópera de Buenos Aires et s'est terminée le 17 juin 2017 au Teatro Teletón (es) de Santiago.

## Liste des concerts
| Date                  | Ville               | Pays            | Lieu                              | En ouverture     |
| Amérique du Sud       | Amérique du Sud     | Amérique du Sud | Amérique du Sud                   | Amérique du Sud  |
| --------------------- | ------------------- | --------------- | --------------------------------- | ---------------- |
| 8 septembre 2016      | Buenos Aires        | Argentine       | Opera Allianz Theatre             | NC               |
| 9 septembre 2016      | Buenos Aires        | Argentine       | Opera Allianz Theatre             | NC               |
| 10 septembre 2016     | Buenos Aires        | Argentine       | Opera Allianz Theatre             | NC               |
| 11 septembre 2016     | Buenos Aires        | Argentine       | Opera Allianz Theatre             | NC               |
| 1er octobre 2016      | Santa Fe            | Argentine       | Teatro ATE Casa España            | NC               |
| 6 octobre 2016        | Rosario             | Argentine       | Metropolitano                     | NC               |
| 7 octobre 2016        | Tandil              | Argentine       | Estadio Unión & Progreso          | NC               |
| 8 octobre 2016        | Mar del Plata       | Argentine       | Estadio Islas Malvinas            | NC               |
| 14 octobre 2016       | San Juan            | Argentine       | Estadio Aldo Cantoni              | NC               |
| 15 octobre 2016       | Mendoza             | Argentine       | Sancor Seguros Arena              | NC               |
| 16 octobre 2016       | La Rioja            | Argentine       | Superdomo                         | Adrián Guaraglia |
| 21 octobre 2016       | Venado Tuerto       | Argentine       | Estadio Olimpia                   | NC               |
| 22 octobre 2016       | Córdoba             | Argentine       | Orfeo Superdomo                   | Future Ted       |
| 25 octobre 2016       | La Plata            | Argentine       | Teatro Argentino de La Plata (es) | NC               |
| 28 octobre 2016       | Bahía Blanca        | Argentine       | Club Estudiantes                  | NC               |
| 29 octobre 2016       | Toay                | Argentine       | Complejo Horacio del Campo        | NC               |
| 4 novembre 2016       | Santiago del Estero | Argentine       | Club Ciclista Olímpico            | NC               |
| 11 novembre 2016      | Canning             | Argentine       | Las Toscas Shopping               | Gustavo Cejas    |
| 12 novembre 2016      | Asunción            | Paraguay        | Conmebol Convention Center        | Acho Laterza     |
| 1er décembre 2016     | Santiago            | Chile           | Teatro Caupolicán                 | Abraham Mateo    |
| 3 décembre 2016       | San Nicolás         | Argentina       | Ternium Siderar                   | NC               |
| 6 décembre 2016       | Montevideo          | Uruguay         | Teatro de Verano                  | Victoria Solé    |
| 10 janvier 2017       | Punta del Este      | Uruguay         | Conrad Resort & Casino            | NC               |
| 18 janvier 2017       | Mar del Plata       | Argentina       | Paseo Hermitage                   | NC               |
| 21 janvier 2017       | Pinamar             | Argentina       | Auditorio Playa                   | Valen Etchegoyen |
| 23 janvier 2017       | Buenos Aires        | Argentina       | La Trastienda Club                | NC               |
| 5 février 2017        | Caseros             | Argentina       | Cedem 1                           | NC               |
| 25 février 2017       | Viña del Mar        | Chile           | Quinta Vergara Amphitheater       | NC               |
| 4 mars 2017           | Tigre               | Argentina       | Estación Tigre                    | Sin Ensayo       |
| 10 mars 2017          | Dolores             | Argentina       | Predio FNG                        | NC               |
| Europe                |                     |                 |                                   |                  |
| 4 avril 2017          | Madrid              | Espagne         | Teatro Nuevo Apolo                | NC               |
| 6 avril 2017          | Barcelone           | Espagne         | Barcelona Arts                    | NC               |
| 9 avril 2017          | Milan               | Italie          | Magazzini Generali                | NC               |
| 10 avril 2017         | Rome                | Italie          | Orion                             | NC               |
| Asie                  |                     |                 |                                   |                  |
| 13 avril 2017         | Tel Aviv            | Israel          | Menora Mivtachim Arena            | Noa Kirel        |
| Amérique du Sud       |                     |                 |                                   |                  |
| 29 avril 2017         | Colón               | Argentina       | Plaza San Martín                  | NC               |
| 2 mai 2017            | Puerto Madryn       | Argentina       | Gimnasio Guillermo Brown          | NC               |
| 4 mai 2017            | Neuquén             | Argentina       | Rainbow at Casino Magic           | NC               |
| 6 mai 2017            | Coronel Pringles    | Argentina       | Plazoleta Eva Perón               | NC               |
| 12 mai 2017           | Tucumán             | Argentina       | Teatro Mercedes Sosa              | NC               |
| 13 mai 2017           | Salta               | Argentina       | Teatro Provincial                 | NC               |
| 19 mai 2017           | Posadas             | Argentina       | Club Tokio                        | NC               |
| 20 mai 2017           | Corrientes          | Argentina       | Club Regatas                      | NC               |
| 28 mai 2017           | Saladillo           | Argentina       | Plaza 25 de Mayo                  | NC               |
| 17 juin 2017          | Santiago            | Chile           | Teatro Teletón                    | Vesta Lugg       |
| europe                |                     |                 |                                   |                  |
| 21 de octubre de 2017 | madrid              | espagne         | wikin center                      | NC               |
| amerique du sud       |                     |                 |                                   |                  |